# Ampeauty
Ampeauty ist das siebte Album der Wiener Death-Metal-Band Pungent Stench. Es wurde 2004 unter dem Label Nuclear Blast veröffentlicht.

## Musikstil
Musikalisch unterscheidet sich Ampeauty von seinem Vorgängeralbum Masters of Moral, Servants of Sin vor allem rhythmisch. Der Beat (Rhythmus) ist deutlich langsamer, maschinengewehrähnliche Riffs und Schlagzeugpassagen wie im Vorgänger sind nur noch in The Passion of Lucifer zu finden. Verstärkt Wert gelegt haben Pungent Stench hier auf den typischen Groove der letzten Alben, der hier besonders zur Geltung kommt und ein sattes Klangfundament legt.

## Gestaltung des Covers
Das Cover des Albums zeigt eine mit Reizwäsche bekleidete Frau, deren linke Beinprothese vor ihr am Boden liegt. Ihr rechtes Bein befindet sich in einer Art Amputiermaschine und ist im Begriff, von einer Kreissäge abgetrennt zu werden. Des Weiteren fehlt ihr der linke Arm, ebenfalls amputiert. Das Ganze ist eine Schwarz-Weiß-Fotografie.

## Titelliste
1. Lynndie (She-wolf of Abu-Ghraib) – 6:55
2. Invisible Empire – 5:59
3. The Amp Hymn – 6:04
4. The Passion of Lucifer – 4:49
5. Got MILF? – 5:42
6. Human Garbage – 5:51
7. Apotemnophiliac – 4:06
8. No Guts, No Glory – 5:04
9. Same Shit - Different Asshole – 4:39
10. Fear the Grand Inquisitor – 8:20

## Bedeutung der Liedtexte
Wie dem Albumtitel zu entnehmen ist, liegen dem Album Themen zugrunde, die – auf unterschiedliche Art und Weise – mit Amputation zu tun haben. Wie für Pungent Stench üblich, sind die textlichen Inhalte sehr detailliert, weshalb das Album in Deutschland nur ohne Liedertexte im Booklet verkauft wird.

### Lynndie (She-wolf of Abu Ghraib)
Thematisch befasst sich das Lied mit der ehemaligen US-amerikanischen Soldatin Lynndie England, die im dritten Golfkrieg mehrere irakische Gefangene im Gefängnis von Abu-Ghraib gefoltert und misshandelt haben soll. Pungent Stench kombinieren den Skandal rund um Lynndie England mit dem Thema des Sadomasochismus. Der Name ist eine Anspielung auf den Film „Ilsa, She Wolf of the SS“.

### Invisible Empire
In Track Nummer zwei machen sich Pungent Stench auf die Suche nach dem Beherrscher der Welt und beschäftigen sich zugleich mit der damit verbundenen Thematik diverser Verschwörungstheorien sowie verschiedener Geheimorganisationen, wie zum Beispiel der Tempelritter. Der Titel ist an die Eigenbezeichnung des Ku-Klux-Klan angelehnt.

### The Amp Hymn
„The Amp Hymn“ handelt von Amelotatismus, also der sexuellen Neigung zu Menschen mit fehlenden Gliedmaßen. Der Titel ist das Herzstück des Albums, welches sich im Allgemeinen mit Amputation und verwandten Themen auseinandersetzt.

### The Passion of Lucifer
In „The Passion of Lucifer“ wird die Leidenschaft des Teufels besungen. Dennoch hat das Lied keinen satanistischen Hintergrund. Pungent Stench beschreiben den Teufel als eine Kreatur, die – wie auch Gott – vom Menschen als eine Art Identifikationsfigur erfunden wurde. Der Beelzebub dient also als Sündenbock für die Grausamkeiten, die Menschen an Menschen verüben. Der Teufel steht für  das Böse im Menschen und ist somit allgegenwärtig. Wie auch in „Fear the Grand Inquisitor“, bleibt auch die Kirche keineswegs von Kritik verschont.

### Got MILF?
Der Titel „Got MILF?“ ist eine Anlehnung an den bekannten Werbeslogan „Got Milk?“. MILF gehört zum Fachvokabular der Pornografieszene und ist die Abkürzung für Mom I’d Like to Fuck. Damit wird ein gewisser Fetisch für Sex mit reiferen Frauen (Müttern) beschrieben.

### Apotemnophiliac
Textlich gesehen ist das Lied der Monolog eines Mannes, der unter Apotemnophilie leidet, also ein Verlangen danach verspürt, sich gesunde Gliedmaßen amputieren zu lassen. Akustisch wird „Apotemnophiliac“ mit einer Szene aus Hellbound – Hellraiser II eingeleitet.

### No Guts, no Glory
Dieser Track handelt von einem Mann der – als Kind von seinem Vater missbraucht – zu einem Serienmörder wird und des Nachts Morde an hilflosen Frauen begeht. Es wird auch ein gewisses sexuelles Verlangen beschrieben, welches der Mann mit seinen Verbrechen zu stillen versucht. Textlich vermittelt das Stück eine Art Jack-the-Ripper-Atmosphäre.

### Fear the Grand Inquisitor
Das letzte und längste Stück aus Ampeauty erzählt von Tomás de Torquemada, welcher der erste und wohl auch am meisten gefürchtete Großinquisitor von Aragón (Spanien) war. Pungent Stench setzt sich hier mit seinen Gräueltaten auseinander und untermalt das Lied mit Szenen aus dem Film Der Hexenjäger von Blackmoor.